# Hrabstwo Iron (Missouri)
Hrabstwo Iron (ang. Iron County) – hrabstwo w stanie Missouri w Stanach Zjednoczonych. Obszar całkowity hrabstwa obejmuje powierzchnię 510,91 mil2 (1 430 km²). Według danych z 2010 r. hrabstwo miało 10 630 mieszkańców. Hrabstwo powstało formalnie 17 lutego 1857 roku, a swą nazwę zawdzięcza obfitości rud żelaza (ang. iron ore) odkrytych w tym hrabstwie.

## Sąsiednie hrabstwa
- Hrabstwo Washington (północ)
- Hrabstwo St. Francois (północny wschód)
- Hrabstwo Madison (wschód)
- Hrabstwo Wayne (południowy wschód)
- Hrabstwo Reynolds (południowy zachód)
- Hrabstwo Dent (zachód)
- Hrabstwo Crawford (północny zachód)

## Miasta
- Annapolis
- Arcadia
- Ironton
- Pilot Knob
- Viburnum
- Des Arc (wioska)